# Roger Laurent
Roger Laurent va ser un pilot de curses automobilístiques belga que va arribar a disputar curses de Fórmula 1.
Roger Laurent va néixer el 21 de febrer del 1913 a Lieja, Bèlgica i va morir el 6 de febrer del 1997 a Uccle.

## A la F1
Va debutar a la tercera temporada de la història del campionat del món de la Fórmula 1, la corresponent a l'any 1952, disputant el 22 de juny el GP de Bèlgica, que era la tercera prova del campionat.
Roger Laurent va participar en dues curses puntuables pel campionat de la F1, totes dues a la 1952.

## Resultats a la Fórmula 1
| Any  | Equip                | Xassís  | Motor   | 1   | 2   | 3      | 4   | 5   | 6     | 7   | 8   | Posició | Punts |
| ---- | -------------------- | ------- | ------- | --- | --- | ------ | --- | --- | ----- | --- | --- | ------- | ----- |
| 1952 | HW Motors Ltd.       | HWM     | Alta    | SUI | 500 | BEL 12 | FRA | GBR |       |     |     | -       | 0     |
| 1952 | Ecurie Francorchamps | Ferrari | Ferrari |     |     |        |     |     | ALE 6 | HOL | ITA | -       | 0     |

### Resum
| Curses: | Victòries: | Pòdiums: | Poles: | Voltes ràpides: | Punts: |
| ------- | ---------- | -------- | ------ | --------------- | ------ |
| 2       | 0          | 0        | 0      | 0               | 0      |